# Alfred Delcluze
Alfred Delcluze est un homme politique français, né le 18 janvier 1857 aux Attaques (Pas-de-Calais) et mort le 23 juin 1923 à Sangatte (Pas-de-Calais).

## Biographie
Employé de commerce et cabaretier, il est aussi militant au Parti ouvrier français. Il est journaliste dans la presse socialiste de 1883 à 1888, rédacteur-gérant du journal Réveil Ouvrier. Conseiller municipal de Calais en 1888, puis maire, il est conseiller général  et dirige la Fédération nationale des syndicats en 1890. Il est député du Pas-de-Calais de 1909 à 1914, inscrit au groupe socialiste. Il est le premier à réclamer un congé pour les femmes enceintes.
Il est inhumé au cimetière Sud à Calais.

## Source
- « Alfred Delcluze », dans le Dictionnaire des parlementaires français (1889-1940), sous la direction de Jean Jolly, PUF, 1960 [détail de l’édition]
- Dictionnaire des personnages de l'histoire calaisienne